# Бонер-Вест Риверсајд (Монтана)
Бонер-Вест Риверсајд (енгл. Bonner-West Riverside) насељено је место без административног статуса у америчкој савезној држави Монтана.

## Демографија
По попису из 2010. године број становника је 1.663, што је 30 (-1,8%) становника мање него 2000. године.
| Група             | 2000.         | 2010.         |
| Белци             | 1.578 (93,2%) | 1.517 (91,2%) |
| Афроамериканци    | 4 (0,2%)      | 6 (0,4%)      |
| Азијати           | 1 (0,1%)      | 5 (0,3%)      |
| Хиспаноамериканци | 29 (1,7%)     | 55 (3,3%)     |
| Укупно            | 1.693         | 1.663         |